# Super Bowl XLI
Match précédent Match suivant
Le Super Bowl XLI est la 41e finale annuelle de la ligue nationale de football américain qui détermine le vainqueur de la saison 2006 de la NFL.
Les Colts d'Indianapolis, champions de l'American Football Conference (AFC), battent sur le score de 29 à 17 les Bears de Chicago, champions de la National Football Conference (NFC).
Le match a lieu le 4 février 2007 au Dolphin Stadium de Miami en Floride, domicile de la franchise des Dolphins de Miami. Le lieu de cet évènement a été sélectionné le 17 septembre 2003 au détriment des sites de l'Arizona, de Tampa, de New York et de Washington.
Après cette édition, Miami est la ville qui a accueilli le plus grand nombre de finales NFL, à égalité avec La Nouvelle-Orléans (9).

## Les équipes

### Les Colts d'Indianapolis
Les Colts ont terminé premiers de la division sud de l'AFC avec douze victoires et quatre défaites. Étant troisièmes de la conférence AFC à l'issue de la saison régulière, ils doivent passer par un tour de Wild Card où ils battent les Chiefs de Kansas City. Les Colts éliminent ensuite les Ravens de Baltimore en tour de division et les Patriots de la Nouvelle-Angleterre en finale de conférence.
Ils comptaient essentiellement pour cette saison sur leur quarterback Peyton Manning et leur ligne d'attaque pour faire la différence, avec Marvin Harrison, Reggie Wayne, Dallas Clark, sans oublier leur running back, Joseph Addai, qui s'est révélé pendant la saison régulière et leur botteur Adam Vinatieri. Vinatieri a marqué les quinze points de son équipe contre les Ravens et a déjà marqué des field goals décisifs dans des Super Bowl avec les Patriots.
Les Colts n'ont pas disputé de Super Bowl depuis janvier 1971, ils étaient alors basés à Baltimore.

### Les Bears de Chicago
Les Bears ont terminé premiers de la division nord de NFC avec treize victoires et trois défaites. Ils battent les Seahawks de Seattle en finale de division, puis les Saints de La Nouvelle-Orléans en finale de conférence.
La défense des Bears est le point fort de l'équipe, sous la conduite de Brian Urlacher. Leur attaque emmenée par le quarterback Rex Grossman et le running back Thomas Jones, capable du meilleur comme du pire — le meilleur étant obtenu contre les Saints en finale de conférence.
Avant ce match, le dernier Super Bowl disputé par les Bears fut une victoire contre les Patriots en janvier 1986.

## Sommaire du match
| Quart-temps | 1  | 2  | 3 | 4 | Total |
| ----------- | -- | -- | - | - | ----- |
| Bears       | 14 | 0  | 3 | 0 | 17    |
| Colts       | 6  | 10 | 6 | 7 | 29    |

- 1er quart-temps
  - CHI - Hester 92 yards / retour  (Gould: botté réussi), 14:46. Bears 7-0.
  - IND - Wayne 53 yards / passe de Manning (botté manqué), 6:49. Bears 7-6.
  - CHI - Muhammad 6 yards / passe de Grossman (Gould: botté réussi), 4:27. Bears 14-6.
- 2e quart-temps
  - IND - FG Vinatieri 29 yards, 11:16. Bears 14-9.
  - IND - Rhodes 1 yard / course (Vinatieri: botté réussi), 6:09. Colts 16-14.
- 3e quart-temps
  - IND - FG Vinatieri 24 yards, 7.30. Colts 19-14.
  - IND - FG Vinatieri 20 yards, 3.20. Colts 22-14.
  - CHI - FG Gould 44 yards, 1.18. Colts 22-17.
- 4e quart-temps
  - IND - Hayden 56 yards, retour interception (Vinatieri: botté réussi), 11:59. Colts 29-17.

## Titulaires
| Indianapolis      | Postes   | Chicago            |
| ----------------- | -------- | ------------------ |
| Attaque           |          |                    |
| Reggie Wayne      | WR       | Muhsin Muhammad    |
| Tarik Glenn       | LT       | John Tait          |
| Ryan Lilja        | LG       | Ruben Brown        |
| Jeff Saturday     | C        | Olin Kreutz        |
| Jake Scott        | RG       | Roberto Garza      |
| Ryan Diem         | RT       | Fred Miller        |
| Dallas Clark      | TE       | Desmond Clark      |
| Marvin Harrison   | WR       | Bernard Berrian    |
| Peyton Manning    | QB       | Rex Grossman       |
| Joseph Addai      | RB       | Thomas Jones       |
| Ben Utecht        | H-B / FB | Jason McKie        |
| Défense           |          |                    |
| Robert Mathis     | DE       | Adewale Ogunleye   |
| Anthony McFarland | DT       | Tank Johnson       |
| Raheem Brock      | DT       | Ian Scott          |
| Dwight Freeney    | DE       | Alex Brown         |
| Cato June         | OLB      | Lance Briggs       |
| Gary Brackett     | ILB      | Brian Urlacher     |
| Rob Morris        | OLB      | Hunter Hillenmeyer |
| Nick Harper       | CB       | Charles Tillman    |
| Jason David       | CB       | Nathan Vasher      |
| Antoine Bethea    | SS       | Chris Harris       |
| Bob Sanders       | FS       | Danieal Manning    |

## Anecdotes
- C'est le premier Super Bowl de Peyton Manning sélectionné en premier choix global lors de la draft 1998 de la NFL et qui, comme les Colts, avait échoué plusieurs fois dans les tours précédents.
- Les Bears disputent le premier Super Bowl depuis leur dernière victoire, il y a 21 ans, dans le Super Bowl XX.
- L'attaque des Colts est la 3e de l'histoire qui parvient en finale avec un quarterback qui compte plus de 4 000 yards par la passe, deux receveurs avec plus de 1 000 yards et un porteur de ballon avec plus de 1 000 yards par la course.
- Le botteur des Colts, Adam Vinatieri, a déjà contribué à trois succès des Patriots dans le Super Bowl.
- Lors du précédent Super Bowl disputé à Miami, le meilleur joueur fut le quarterback John Elway qui avait réussi 336 yards par la passe, pour un touchdown, en plus d'un touché par la course.
- Ce Super Bowl est le 9e disputé à Miami, c'est aussi le 3e disputé par les Colts, tous joués à Miami.
- La conférence NFC a perdu 8 des 10 derniers Super Bowls.
- L'entraîneur principal (head coach) des Bears, Lonnie Smith, était l'assistant de Tony Dungy, actuel entraîneur des Colts, de 1996 à 2000 avec les Buccaneers de Tampa Bay.
- Avant ce match, les Colts n'ont pas remporté le Super Bowl depuis 36 ans, la dernière victoire des Bears est plus récente.

## Événements
- Le Cirque du Soleil a animé l'avant match.
- L'hymne national américain a été chanté par Billy Joel juste avant le début du match.
- Le musicien Prince fut la vedette du spectacle de la mi-temps. En dix minutes, une scène centrale en forme de symbole lumineux fut érigée sur la pelouse. Prince a livré un medley de 12 minutes contenant ses hits Let's Go Crazy et Purple Rain, ainsi que des reprises de Bob Dylan (All Along the Watchtower), Foo Fighters (Best Of You) et Credence Clearwater Revival (Proud Mary, chantée en duo avec Shelby Johnson). Prince était également accompagné par la fanfare des Marchin' 100 de l'université A&M de Floride. La performance de Prince, interprétant Purple Rain sous une pluie battante, a été considérée par la presse américaine comme l'une des meilleures jamais données pour le show de la mi-temps du Super Bowl[3],[4].